# Tommaso Verani
Tommaso Verani o frate Tommaso Cherubino (Torino, 23 febbraio 1729 – Chieri, 20 marzo 1803) è stato un archivista italiano.

## Biografia
Tommaso Verani nacque a Torino ma visse i primi anni della sua infanzia presso un romito a Moncalieri. Rimasto orfano di padre scelse la vita ecclesiastica diventando frate dell'ordine degli agostiniani il 17 settembre 1748 nella chiesa del convento di Avigliana con il nome di frate Tommaso Cherubino. Fu trasferito poi a Cremona dove restò tre anni per completare gli studi di teologia, prendendo i voti sacerdotali nel 1751 dal vescovo Marcantonio Lombardi e qui iniziò la sua conoscenza alla paleografia restando a diretto contatto dei codici della biblioteca del convento e imparandoli da autodidatta. 

 Distinguendosi per le sue capacità fu mandato nel 1762 alla chiesa dell'Incoronata di Milano a riordinare la biblioteca e l'archivio.
Fu poi mandato nel 1764 a Crema e nel 1766 alla monastero di sant'Agostino a Bergamo. Divenne priore nella chiesa di Santa Prisca a Roma e nel 1770 con l'incarico di segretario del procuratore Mussi per la Basilica di Santa Maria del Popolo, sempre con l'incarico di archivista per l'archivio della Procuratoria.
Fece poi ritorno in Piemonte dove curò gli archivi e le biblioteche dei conventi di Torino, Chieri e Carignano, ritirandosi poi a vita privata dal 1º febbraio 1802.
Aveva ideato un sistema di archiviazione che chiamava Autobiografia, catalogava e archiviava i documenti, seguendo una registrazione dove riportava la datazione con i giorni del calendario, il suo ultimo testo riporta, infatti, nell'ultima pagina la data del 6 marzo 1803. Si desume che lavorò fino agli ultimi suoi giorni essendo morì nel marzo del 1803.
Di particolare rilievo è il suo studio nel monastero di Bergamo dei due codici relativi al Vocabularium latino-italicum e al Directionarium, opere di Ambrogio Calepio..
I suoi indici e i suoi Cataloghi sono una fonte primaria nella ricostruzione della storia dell'ordine degli agostiniani nei secoli, essendone il primo censore. Nel corso della sua vita venne accusato di essere avido. Sicuramente non eseguì il lavoro gratuitamente, ma ricopriva un ruolo che richiedeva l'acquisto di libri propri, oltre che le spese sostenute per i suoi numerosi spostamenti. Nella sua autobiografia risultano indicati anche i compensi ricevuti che non furono di elevato guadagno.

## Opere
- Indice dei libri e scritture del venerando convento di sant'Agostino di Bergamo, Bergamo, Archivio di sant'Agostino, 1767.